# Antonio Dardani
Antonio Dardani, né en 1677 à Bologne en Émilie-Romagne et mort en 1735 dans cette même ville, est un peintre italien baroque de la fin du XVIIe et du début du XVIIIe siècle.

## Biographie
Il a été actif dans sa ville natale de Bologne, où il fut l'élève de Giovanni Maria Viani et de Toni Marcantonio.
Vittorio Bigari (1692-1776) a été l'un de ses élèves.

## Sources
- (en) Cet article est partiellement ou en totalité issu de l’article de Wikipédia en anglais intitulé « Antonio Dardani » (voir la liste des auteurs).